# St. Petersburg Open 2015
Il St. Petersburg Open 2015 è stato un torneo di tennis giocato su campi in cemento al coperto. È stata la ventesima edizione del torneo facente parte del circuito ATP World Tour 250 series nell'ambito dell'ATP World Tour 2015. Si è giocato al Sibur Arena di San Pietroburgo, in Russia, dal 21 al 27 settembre 2015.

## Partecipanti

### Teste di serie
| Nazionalità | Giocatore             | Ranking* | Testa di serie |
| ----------- | --------------------- | -------- | -------------- |
| Rep. Ceca   | Tomáš Berdych         | 5        | 1              |
| Canada      | Milos Raonic          | 9        | 2              |
| Austria     | Dominic Thiem         | 20       | 3              |
| Spagna      | Roberto Bautista Agut | 22       | 4              |
| Spagna      | Tommy Robredo         | 27       | 5              |
| Francia     | Benoît Paire          | 32       | 6              |
| Portogallo  | João Sousa            | 48       | 7              |
| Kazakistan  | Michail Kukuškin      | 49       | 8              |

* Ranking al 14 settembre 2015.

### Altri partecipanti
I seguenti giocatori hanno ricevuto una wild card per il tabellone principale:
- Evgenij Donskoj
- Andrej Rublëv
- Michail Južnyj

I seguenti giocatori sono passati dalle qualificazioni:

- Radu Albot
- Andrej Golubev
- Jaraslaŭ Šyla
- Alexandre Sidorenko

## Campioni

### Singolare
Milos Raonic ha sconfitto in finale  João Sousa per 6–3, 3–6, 6–3.
- È il settimo titolo in carriera per Raonic, primo della stagione.

### Doppio
Treat Huey /  Henri Kontinen hanno sconfitto in finale  Julian Knowle /  Alexander Peya per 7–5, 6–3.